# Puerto Rico Ilustrado
Puerto Rico Ilustrado fue una revista semanal publicada en Puerto Rico entre 1910 y 1952. Su primer número apareció el 6 de marzo de 1910 en la capital, San Juan, siendo administrador Juan M. Saavedra.  El último número de la revista fue publicado el 27 de diciembre de 1952 y llevaba en la cabecera el número 2227. 
El 29 de enero de 1966, Puerto Rico Ilustrado volvió a publicarse como suplemento sabatino junto al periódico El Mundo.  Más tarde, Puerto Rico Ilustrado pasó a ser suplemento dominical, en concreto, apareció el 7 de junio de 1970,  y permaneció así hasta que El Mundo dejó de editarlo, en septiembre de 1975.
El 20 de enero de 1985, El Mundo reanudó la publicación de Puerto Rico Ilustrado, ahora como encarte de los números dominicales. El número último de Puerto Rico Ilustrado como encarte se publicó el 2 de diciembre de 1990, ya que el diario El Mundo fue absorbido por su competidor El Nuevo Día menos de una semana después. 